# Jean René César de Saint-Julien de Chabon
Jean René César de Saint-Julien de Chabon (Brest, 14 marzo 1752 – Tolone, 13 luglio 1799) è stato un ammiraglio francese, entrato nella Marine royale come volontario raggiunse il grado di contrammiraglio durante la Rivoluzione francese. Vicecomandante della squadra del Levante, posta agli ordini dell'ammiraglio de Trogoff de Kerlessy, si oppose decisamente al suo superiore durante il corso dell'Assedio di Tolone, arrivando al punto di destituirlo dal comando per impedire agli inglesi e agli spagnoli di impadronirsi del porto di Tolone. Nonostante i provvedimenti difensivi da lui adottati, il rifiuto a combattere di gran parte degli equipaggi delle navi unito all'aperta opposizione del comitato cittadino, impedì un'efficace difesa, ed egli minacciato di arresto dovette fuggire, decidendo in seguito di darsi prigioniero agli inglesi che lo consegnarono poi agli spagnoli. In seguito alla mancata difesa del porto fu destituito dall'incarico di comandante della squadra navale del Ponente, ma il 10 dicembre 1795, con decisione presa dal Direttorio, fu reintegrato nel suo grado, per venire successivamente e definitivamente destituito il 9 ottobre 1796.

## Biografia
Nacque a Brest il 14 marzo 1752, figlio di un ufficiale di marina, nel 1763 entrò come volontario nella Marine Royale, imbarcandosi sulla Malicieuse. Nominato guardiamarina il 12 novembre 1764, nel 1768 passa due mesi e bordo della L'Ecluse, e nel 1770 dieci mesi a bordo della fregata da 40 cannoni La Topaze. Nel 1772 si imbarcò per quattro mesi su  la Tourterelle, e nello stesso anno fu nominato sottotenente di vascello. Si imbarcò poi sulla Aurore, comandata da Monsieur de Beaussier, ed il 1º aprile 1778 ricevette la nomina a tenente di vascello. In servizio presso il porto di Tolone, il 1º gennaio 1785 fu promosso Major de vaisseau a partire dal 16 dicembre 1786, con lettera del 22 dicembre dello stesso anno.
Il 1 dicembre 1789 fu coinvolto a Tolone in una sommossa diretta contro il comandante di squadra (chef d'escadre) conte Charles Hector d'Albert de Rions. Con la spada spezzata all'interno del fodero, e quindi incapace di difendersi, fu assalito dalla folla senza che la truppe di guardia facessero alcun movimento per soccorrerlo. Stava per essere assassinato quando fu soccorso da due ufficiali della guardia nazionale che lo trascinarono all'interno dell'Hôtel de la Marine in condizioni deplorevoli. La sua vita rimase a lungo in pericolo, ed egli dovette subire una difficile operazione chirurgica al cervello. Il 22 dicembre si rifugiò a Nizza, e tra il 15 luglio 1790 ed il 28 luglio 1791 prese un periodo di congedo temporaneo.
L'11 novembre dello stesso anno divenne comandante ad interim della 6ª squadra. Promosso capitano di vascello il 1 gennaio 1792, il 24 luglio successivo assume il comando del vascello da 80 cannoni Le Commerce de Bordeaux , con cui partecipò alla scorta di un convoglio di 35 navi diretto in Sardegna. A partire dal 18 agosto entrò a far parte della squadra del Mediterraneo, agli ordini dell'ammiraglio Laurent Truguet. Il 1 gennaio 1793 fu elevato al rango di contrammiraglio, insieme a Jean-Honoré de Trogoff de Kerlessy e a Martin Benoît de Chaussegros. Nel maggio dello stesso anno fu arrestato ed imprigionato, dopo essere stato disarmato, presso il Forte di Lamalgue. Nonostante questa disavventura rimase fedele alla Repubblica francese, ed il Consiglio generale del Var non tardò a reintegrarlo in servizio, restituendogli il suo grado.

### La mancata difesa di Tolone nell'agosto 1793
Il 1 febbraio 1793 la Convenzione dichiarò guerra alla Gran Bretagna, mentre il nuovo Ministro della Marina francese Jean Dalbarade iniziò a riordinare i quadri degli ufficiali superiori in servizio effettivo. A tale data egli prestava servizio in qualità di Vicecomandante della squadra del Levante, posta agli ordini dell'ammiraglio de Trogoff de Kerlessy. All'inizio delle ostilità era presente a Tolone un'imponente squadra navale, forte di 19 vascelli di linea sei fregate e nove corvette. Presenti in porto risultavano altri quattro vascelli in riparazione, nove non operativi, ed uno in costruzione, una fregata si trovava ai lavori, e nove non erano operative.
Il rinvio a giudizio dei deputati Girondini presso il Tribunale rivoluzionario il 31 maggio 1793, ed il loro successivo arresto, portò il allo scoppiò una serie di rivolte a Lione, Avignone, Nîmes e Marsiglia. A Tolone i federalisti riuscirono a cacciare i giacobini, ma furono ben presto soppiantati dai lealisti in cui militavano molti ufficiali della Marine royale, tra cui l'ammiraglio in comando. Il 16 luglio le navi inglesi, al comando dell'ammiraglio Samuel Hood posero il blocco navale alla città. Quasi contemporaneamente una squadra spagnola al comando del tenente generale don Juan de Lángara y Huarte, forte di 18 navi di linea, una fregata e un brigantino, salpò da Cartagena con rotta verso Tolone per unirsi alla squadra di Hood. Il blocco navale portò la città quasi alla fame, ed all'inizio del mese di agosto le forze lealiste francesi assunsero il completo controllo del porto. Il 15 agosto il Comitato tolonese, presieduto dal capitano di vascello Thomas Lebret barone d'Imbert decise di chiedere agli inglesi di lasciare passare le navi mercantili che portavano viveri in nome dell'umanità. Il giorno 20 due emissari si recarono a parlamentare con l'ammiraglio Hood chiedendogli di far passare le navi dei rifornimenti, ed in cambio essi avrebbero ceduto il controllo della città agli inglesi e ai loro alleati.
Il 24 agosto su ordine del presidente del Comitato tolonese la città, in nome e per conto del successore di Luigi XVI di Francia, cioè suo figlio Luigi XVII, venne consegnata agli inglesi. Questa decisione portò a scene di aperta ribellione a bordo della navi francesi. Di sentimenti repubblicani egli, che alzava la sua insegna sul vascello da 74 cannoni Commerce de Bordeaux, arrivò a dichiarare traditore l'ammiraglio de Trogoff de Kerlessy, comandante della squadra navale. Il giorno 25 una delegazione degli equipaggi giacobini si recò a parlare con lui, "un uomo dalla mente turbata" come lo designò sprezzante in una lettera del 26 agosto l'ammiraglio Hood, convincendolo ad assumere il comando della squadra navale e a sostituire l'ammiraglio Trogoff de Kerlessy. Alle ore 5:00 alzò l'insegna di comando sulle navi rimaste fedeli alla Convenzione, si trattava si quattro vascelli di linea, il Duguay-Trouin (al comando di Cosmao-Kerjulien), il Tonnant, il Commerce de Marseille (in mano ai suoi marinai), ed il Commerce de Bordeaux sui diciassette presenti in porto. Il giorno 26 tenne un consiglio di guerra a bordo della sua ammiraglia, ordinando alle navi di prepararsi al combattimento, e ai marinai fedeli alla Convenzione di occupare i forti posti a difesa del porto. I marinai riuscirono ad occupare solamente i forti di Éguillette e Balanguer, e le batterie di capo Sépet, con la complicità della guardia nazionale. Il tentativo di impossessarsi del Forte di Lamalgue andò a vuoto. Appreso dei preparativi difensivi in atto il Comitato tolonese gli scrisse una pacata, ma ferma, lettera invitandolo a desistere, altrimenti avrebbe dovuto usare la forza. La sua risposta fu negativa e diede contemporaneamente l'ordine che il vascello Le Puissant fosse portato davanti all'ingresso del porto per essere eventualmente usato come impedimento al passaggio di eventuali brulotti.
Poteva teoricamente contare su una forza di 10.000 marinai coscritti, ed i preparativi per la difesa continuarono per tutti i giorni 26 e 27 agosto, con un continuo susseguirsi di minacce e contro-minacce tra il comandante della flotta e le autorità civili di Tolone. Quando il Comitato tolonese venne a sapere dei preparativi di resistenza adottati, ordinò alla flotta di restare all'ancora. Quando quest'ordine fu rifiutato il Comitato Generale minacciò di bombare la flotta con palle di cannone incandescenti sparate dalla batteria della Gros Tour, cui egli rispose minacciando di occupare la città e di impiccare i membri del Comitato Generale se la flotta fosse stata attaccata. Nella notte tra il 26 ed il 27 agosto ordinò alle navi di disporsi fuori dalla portata delle batterie costiere poste a difesa del porto, ancorandosi in formazione di battaglia all'ingresso della rada di Lazaret. Di nuovo il Comitato Generale minacciò di bombardare la flotta e ridurla in cenere. Questa situazione mise virtualmente la flotta francese senza un vero comandante, schierata tra nemici interni e le navi inglesi in attesa fuori dal porto. Il giorno 27, eseguendo un ordine espressamente pervenuto dall'ammiraglio Hood, sei vascelli francesi rimasti fedeli all'ammiraglio de Trogoff de Kerlessy si spostarono dall'interno del porto alla rada piccola. I quattro vascelli al suo comando rimasero al loro posto di ancoraggio, ma non si opposero apertamente agli inglesi.
Durante la notte tra il 27 ed il 28 agosto il morale della flotta francese collassò, e gli equipaggi e gli ufficiali delle navi da guerra si divisero, con alcuni che sostenevano Saint-Julien ed altri Trogoff. Consapevoli che con l'arrivo della mattina probabilmente si sarebbe scatenata una battaglia senza speranza, con le navi prese tra due fuochi, i marinai di leva e molti ufficiali incominciarono a disertare. Alcune navi da guerra furono completamente abbandonate, mentre la maggior parte di esse lasciò quietamente la linea di battaglia, portandosi di nuovo all'interno della rada. All'alba del 28 agosto la voglia di combattere a bordo delle navi francesi era completamente sparita, e a partire dalle ore 11.30 le prime navi delle squadre navali alleate, al comando rispettivamente degli ammiragli Hood e de Langára y Huarte, iniziarono a sbarcare presso la baia di Islettes il corpo di spedizione terrestre, che raggiunse in poco tempo la ragguardevole cifra di 17.000 uomini. Il 29 agosto le navi delle squadre inglesi e spagnole cominciarono ad entrare ordinatamente nella rada di Tolone, ed in questa fase delle operazioni almeno 17 navi francesi furono bruciate dei propri equipaggi per impedirne la cattura.

### La caduta della città e l'incendio della flotta
Deciso a fuggire da Tolone via terra per non essere catturato, percorse pochi chilometri fuori dalla città quando incontrò una pattuglia di realisti che lo obbligarono a rifugiarsi in un bosco. La municipalità di Tolone emise un mandato di cattura contro di lui, informando nel contempo le autorità dei villaggi vicini. Vista l'impossibilità di fuggire cambiò piano e si arrese all'ammiraglio Hood che, non sapendo bene cosa farsene di lui, lo consegnò agli spagnoli. Il 2 settembre arrivò a Barcellona dove fu liberato sulla parola, e rientrò in Patria. Una volta arrivato in Francia l'11 settembre 1793 la Convenzione gli affidò il comando della squadra navale di Brest, (escadre du Ponant), ma poco dopo, il 23 settembre, tale nomina fu revocata dal Ministro della Marina per via dei fatti emersi durante l'inchiesta sulla mancata difesa di Tolone.
Il 1 ottobre il Barone d'Imbert proclamò re, con il nome di Luigi XVII, l'erede al trono detenuto a Parigi nella prigione del Tempio, ordinando a tutti i vascelli presenti nella rada di alzare la bandiera bianca con i gigli dei Borboni, e a questo punto l'ammiraglio Trogoff consegnò la flotta e l'arsenale alla Royal Navy.

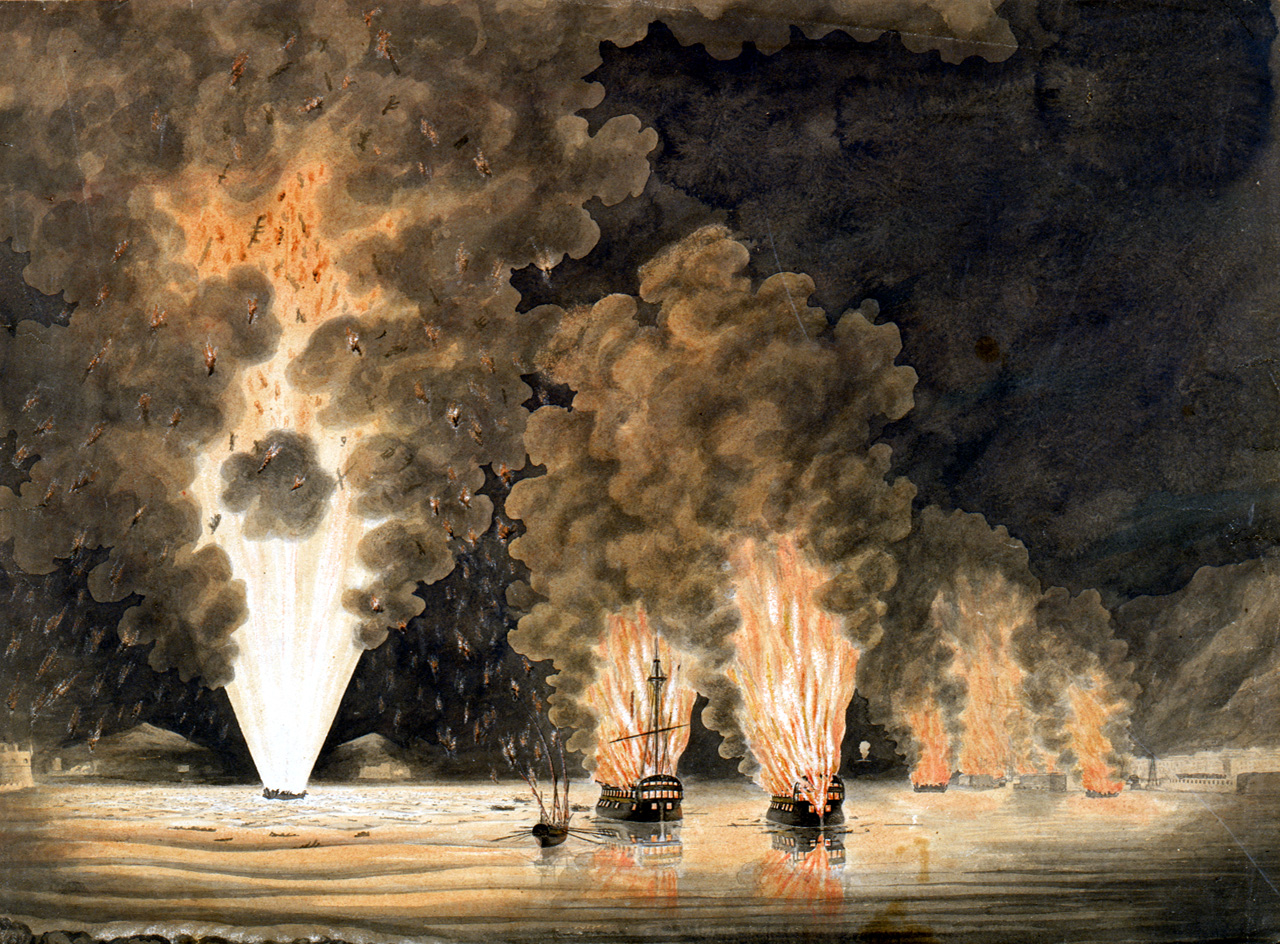
L'incendio dei vascelli francesi durante l'evacuazione del porto di Tolone.

Nella notte tra il 16 ed il 17 dicembre, dopo un lungo assedio, le truppe rivoluzionarie francesi lanciarono l'attacco finale contro Tolone. Durante la fasi dell'evacuazione delle truppe alleate gli inglesi, al comando del capitano William Sidney Smith, incendiarono l'arsenale e tutto ciò che vi era contenuto, oltre ad gran numero di navi francesi che andarono definitivamente perdute o furono gravemente danneggiate. Le migliori unità vennero portate via per essere incorporante nella Royal Navy. Gran parte degli equipaggi delle navi andarono perduti durante le fasi dell'assedio, o furono giustiziati dopo la rioccupazione della città, o la abbandonarono prima a bordo della navi alleate. I britannici si impadronirono dei vascelli Commerce de Marseille,, Pompée (da 74 cannoni, varato nel 1791), Scipion (74, varato nel 1790), e Puissant (74, varato nel 1782). Nove vascelli, di cui alcuni nuovi, furono completamente distrutti: Thémistocle (74 cannoni, del 1791), Duguay-Trouin (74, del 1788), Tricolore (74, del 1785), Suffisant (74, del 1782), Liberté (74, del 1782), Triomphante (un 80 cannoni del 1779), Héros (74, del 1778), Destin (74, del 1777), Centaure (74). Quattordici navi furono riprese dall'esercito repubblicano dopo la caduta della città, nel dicembre 1793. La maggior parte di esse risultava gravemente danneggiata, o parzialmente bruciata, e tutte necessitavano di lunghi lavori di ripristino. Si trattava dei vascelli Sans-Culotte (118), Tonnante (80), Languedoc (80), l'Entreprenant (74), Généreux (74), Mercure (74), Heureux (74), Censeur (74), l'Alcide (74), e dei più vecchi Conquérant (74, varato nel 1749), le Peuple Souverain (74, del 1757), Guerrier (74, del 1753) e le Hardi (64, del 1750).
In considerazione dei meriti acquisiti durante l'occupazione Alleata di Tolone, il 10 dicembre 1795, con decisione presa dal Direttorio, venne reintegrato nel suo grado, per venire successivamente e definitivamente destituito il 9 ottobre 1796. Si spense a Tolone il 13 luglio 1799, venendo comunque seppellito con tutti gli onori militari dovuti al grado di contrammiraglio.

### Annotazioni
1. ↑  Lettera di Monsieur de la Flotte al conte d'Albert de Rions del 22 dicembre 1789.
2. ↑  Si trattava dei vascelli Commerce de Marseille (118 cannoni, nave ammiraglia), Languedoc (80) Tonnant (80), Apollon (74), Héros (74), Barras (74), Centaure (74), Heureux (74), Commerce de Bordeaux (74, nave di bandiera del contrammiraglio Saint-Julien de Chabon), Destin (74), Orion (64), Duguay-Trouin (74), Patriote (74), Entreprenant (74), Pompée (74), Généreux (74), Scipion (74), Themistocle (74), Tricolore (74).
3. ↑  Si trattava di: Arethuse, Perle e Topaze da 40 cannoni, e Aurore, Alceste da 32, Poulette da 26, e Prosélyte da 24.
4. ↑  Si trattava di diciannove vascelli e sei fregate.
5. ↑  Comandante del vascello da 74 cannoni Apollon.
6. ↑  Egli arrivò a scrivere che avrebbe risposto alla forza con la forza.
7. ↑  Si trattava di 2.000 britannici, 7.000 spagnoli, 6.000 napoletani e 2.000 piemontesi.
8. ↑  Un vascello da 118 cannoni, progettato da Jacques Noël Sané, varato nel 1788, e nave ammiraglia della flotta del Levante.
9. ↑  Oltre ad essi andarono distrutte completamente anche tre fregate: le Montréal, l'Iris e Sultane, più il pontone le Content.
10. ↑  Che prese successivamente parte alla Battaglia del Nilo nel 1798.

### Fonti
1. 1 2 3 4 5 6 7 8 9 10 11  Cottin 1898, p. 110.
2. ↑  Donolo 2012, p. 44.
3. 1 2  Donolo 2012, p. 47.
4. ↑  Forczyk 2005, p. 29.
5. 1 2 3 4  Forczyk 2005, p. 9.
6. ↑  Donolo 2012, p. 46.
7. ↑  James 1902, p. 72.
8. 1 2  Donolo 2012, p. 48.
9. ↑  Donolo 2012, p. 42.
10. 1 2 3 4  Donolo 2012, p. 49.
11. ↑  James 1902, p. 73.
12. ↑  Rose 1922, p. 125.
13. ↑  Rose 1922, p. 22.
14. 1 2 3 4 5  Cottin 1898, p. 120.
15. 1 2 3 4 5 6  Cottin 1898, p. 129.
16. 1 2  Cottin 1898, p. 121.
17. 1 2 3  Forczyk 2005, p. 10.
18. 1 2  Cottin 1898, p. 122.
19. 1 2 3 4 5 6 7  Forczyk 2005, p. 11.
20. 1 2 3  Donolo 2012, p. 50.
21. 1 2 3 4  Cottin 1898, p. 130.
22. 1 2  Cottin 1898, p. 332.
23. 1 2 3 4  Donolo 2012, p. 55.
24. ↑  Cottin 1898, p. 335.